# Independence (Kalifornia)
Independence statisztikai település az Amerikai Egyesült Államok Kalifornia államában, Inyo megyében, melynek megyeszékhelye is. Lakosainak száma 593 fő (2020. április 1.).

## Népesség
A település népességének változása:

| 2010 | 669 |
| 2020 | 593 |